# ستيفان دي كليرك
ستيفان دي كليرك (بالفرنسية: Stefaan De Clerck)‏ (و. 1951  م) هو لاعب كرة السلة، وسياسي، ومحامي بلجيكي، ولد في كورتريك.

## مناصب
تولى منصب Minister of Justice of Belgium ‏
- عضو البرلمان الفلمنكي
- عضو مجلس النواب من بلجيكا
- عضو مجلس الشيوخ البلجيكي.

## التعليم
تعلم في Katholieke Universiteit Leuven Kulak ‏.